# Devil Mountain
Devil Mountain är ett berg i Kanada.   Det ligger i provinsen Ontario, i den sydöstra delen av landet, 400 km nordväst om huvudstaden Ottawa. Toppen på Devil Mountain är 364 meter över havet, eller 4 meter över den omgivande terrängen. Bredden vid basen är 0,16 km.
Terrängen runt Devil Mountain är huvudsakligen platt. Trakten runt Devil Mountain är nära nog obefolkad, med mindre än två invånare per kvadratkilometer.. 
I omgivningarna runt Devil Mountain växer i huvudsak blandskog.